# Gert Sabidussi
Gert Sabidussi (Graz, 28 de outubro de 1929) é um matemático austro-estadunidense. É especialista em combinatória e teoria dos grafos.